# Diccionario Bénézit
El Diccionario Bénézit (en francés, Dictionnaire Bénézit) es un diccionario de artistas plásticos: pintores, escultores, dibujantes y grabadores de todo el mundo y de todos los tiempos. El libro fue publicado, por primera vez, en 1911, en París.  El título completo es Dictionnaire critique et documentaire des peintres, sculpteurs, dessinateurs et graveurs de tous les temps et de tous les pays par un groupe d'écrivains spécialistes français et étrangers (Diccionario crítico y documental de pintores, escultores, dibujantes y grabadores de todos los tiempos y de todos los países, por un grupo de escritores especializados, franceses y extranjeros). 
Con el paso del tiempo y el trabajo de los expertos, la obra se fue enriqueciendo, la primera edición (1911) tenía tres volúmenes y la cuarta (1999), 14 volúmenes, con un total de 13440 páginas y unos 175000 artículos.
La primera edición inglesa fue publicada en 2006.
El Diccionario Benezit fue comprado por la Oxford University Press, que lo incorporó a Internet en 2011.
En 2008, el creador del diccionario, Jean-Pierre Bénézit, recibió el premio de la Confederación Internacional de marchantes de arte (CINOA) por su contribución y la de su familia al diccionario que lleva su nombre desde 1911.